# 2-я Пролетарская ударная бригада
2-я Пролетарская народно-освободительная ударная бригада (сербохорв. Друга пролетерска народноослободилачка ударна бригада / Druga proleterska narodnooslobodilačka udarna brigada) — одно из первых тактических соединений Народно-освободительной армии Югославии, участвовавшее в Народно-освободительной войне. Сформирована 1 марта 1942 года в Чайниче из бойцов Ужицкого, Чачанского и 2-го Шумадийского партизанских отрядов, насчитывала 1000 человек в составе четырёх батальонов. За годы войны прошла на своём боевом пути около 24 тысяч километров. В её рядах сражались коло 15 тысяч бойцов из всех краёв Югославии. 48 из них стали Народными героями, в их числе заместитель командира батальона Петар Лекович, первым удостоенный в феврале 1942 года высшей военной награды. После войны бригада вошла в состав Югославской Народной Армии.
Бригада участвовала в крупнейших сражениях на реках Неретва и Сутьеска, в отражении немецкого наступления «Кугельблиц», а также освобождении Белграда, Копаоника и Срема. Бригадой были выведены из строя 62 тысячи солдат противника. За боевые заслуги была награждена орденами Национального освобождения, Партизанской звезды, Братства и единства, а также «За храбрость». В день 15-летней годовщины начала битвы на Сутьеске бригаду наградили орденом Народного героя.

## Боевой путь
С момента своего формирования вплоть до образования 2-й Пролетарской дивизии бригада подчинялась непосредственно Верховному штабу НОАЮ. В марте и первой половине апреля 1942 года бригада приняла действовала в Восточной Боснии: партизанами были взяты города Борик, Власеница, Братунац, Миличи, Сребреница и Дриняча. Позднее бригада продолжила бои в Романии и участвовала в штурме опорных пунктов усташей в Рогатице и Хан-Песаке. Во второй половине апреля участвовала в боях за Борац в Герцеговине. В ходе Третьего вражеского наступления выполняла сложные боевые задачи около Чайниче, Горажде и Фочи, в районе Плевли, а в первой половине июля вела тяжёлые бои с четниками на Дурмиторе и около Гацко.

### Поход в Боснийскую краину
24 июня 1942 года выступила в поход в Западную Боснию под командованием Верховного штаба и в составе Ударной группы бригад. Вела бои около Калиновика, участвовала в разрушении железнодорожной линии между Сараево и Мостаром, взятии Тарчина и Пазарича, затем в боях в районе Травника, Дони-Вакуфа и Бугойно. С начала июля до середины октября бригада вела многочисленные бои. Совместно с 4-й Пролетарской, 10-й Герцеговинской и 1-й Краинской бригадами участвовала в штурме города Купрес и 25 сентября 1942 года в освобождении Яйце.
17 октября 1942 года в Дрваре Верховный Главнокомандующий Иосип Броз Тито вручил бригаде пролетарское знамя. После этого и до начала Битвы на Неретве бригада действовала около Босанско-Грахово, Ливно, Купреса, Дувно и в Книнской Краине. С 26 по 28 октября 1942 года нанесла контрудар по силам итальянской дивизии «Сассари» и четникам. Осуществляла очищение Книнской Краины от итальянцев и четников, а с 5 по 15 декабря вела бои за Ливно и Купрес.

### Битва на Неретве
В начале января 1943 года бригада вела ожесточённые бои под Книном и Стрмицей. С того времени и до форсирования Неретвы вела бои за Имотски и Посушье (9 и 10 февраля 1943 года), прорвалась в долину Неретвы, заняла Дрежницу и Грабово (16/17 февраля), где отличилась, разбив батальон итальянской дивизии «Мурдже». Совместно с другими восемью бригадами нанесла контрудар близ Горни-Вакуфа и разбила батальон 717-й пехотной дивизии. Благодаря этим успехам были спасены раненые партизаны и облегчено положение сил НОАЮ на Неретве.
В наступательных действиях Главной оперативной группы дивизий, бригада вела бои с четниками у Крсеца, на горном массиве Прень, около Биеле, озера Борачко, Главатичево, Обий, и Калиновика. В апреле она продолжила бои на Дрине. Два её батальона совместно с 4-й и 5-й пролетарскими бригадами участвовали в боях на горе Яворок и за Никшич (1 и 2 мая 1943 года), когда были разбиты несколько батальонов итальянцев и четников.

### Битва на Сутьеске
В ходе битвы на Сутьеске с 24 по 25 мая 1943 года участвовала в неудавшейся попытке прорыва из окружения к юго-востоку от Фочи. После этого до 10 июня вела тяжёлые бои на плато Вучево, за Кошур, Сухе, на плато Доне- и Горне-Баре и в районе высот Велика- и Мала-Кошута. Её успехи в боях на Вучево и Кошуте относятся к одним из самых важных эпизодов битвы. Бригада внесла значительный вклад в обеспечение прорыва немецких линий окружения на Зеленгоре 11 июня, а также на дороге Калиновик — Фоча. В ночь с 24 на 25 июня взяла Олово, а через два дня освободила Кладань. До начала сентября бригада действовала близ Тузлы и на горе Озрен, где участвовала в нанесении поражений сильным формированиям четников.

### Поход в Сербию и Приепольская битва
После завершения битвы на Сутьеске бригада перешла к Фоче, освободив её в ночь с 3 на 4 сентября, а далее в Санджак. 22 сентября была взята Плевля, а чуть позднее — Приеполье. По пути бригадой были освобождены Биело-Поле, Беране, Колашин и Прибой. Бригада вышла в Сербию, в течение месяца вела бои в районе Златибора и других местах. 4 декабря близ Приеполья бригада в ожесточённом бою с немцами понесла большие потери и вынуждена была отступить. В декабре 1943 года — январе 1944 года снова вела боевые действия бои за Златибор, Иваницу, Ариле, Прибой и другие города. В середине марта 1944 года в составе группы дивизий прорвалась в Сербию. С этого времени и вплоть до 21 мая вела непрерывные бои в Западной Сербии и Санджаке (Рудо, Златибор, Иваница, Каона, Повлен), однако была вынуждена отступить в Черногорию.

### Конец войны
В июне-июле 1944 года дивизия воевала в районе Андриевицы, участвовала в Андриевицкой операции. Во время прорыва группы дивизий из Черногории в Сербию участвовала в боях на Пештерском плато и реке Ибар. В августе действовала в горах Копаоника, в Жупи, на реке Расина и около Куршумлия, где отличилась в боях с четниками. В сентябре 1944 года участвовала в боях на Ибаре, около Пожеги и Горни-Милановаца. Отличилась в Белградской операции. После этого до конца декабря действовала на Сремском фронте. В феврале — марте 1945 года сражалась на Дрине (Баня-Ковиляча и Лозница). В апреле бригада участвовала в освобождении районов Восточной Боснии, а затем в боях в Славонии и на Маевице.

## Народные герои Югославии из бригады
| - Спасения «Цана» Бабович - Радош Бойович - Милорад Бонджулич - Бошко Буха - Алекса Дейович - Душан Дугалич - Петар Грачанин - Драгослав «Гоша» Джорджевич - Предраг Йефтич - Сава «Сирогойно» Йованович | - Радослав Ковачевич - Милинко Кушич - Миодраг «Луне» Милованович - Петар Лекович - Никола Любичич - Бранислав «Джомба» Обрадович - Слободан «Крцун» Пенезич - Анджа Ранкович - Милорад Умьенович - Средойе Урошевич - Боголюб Чукич |